# Augustin Weigl

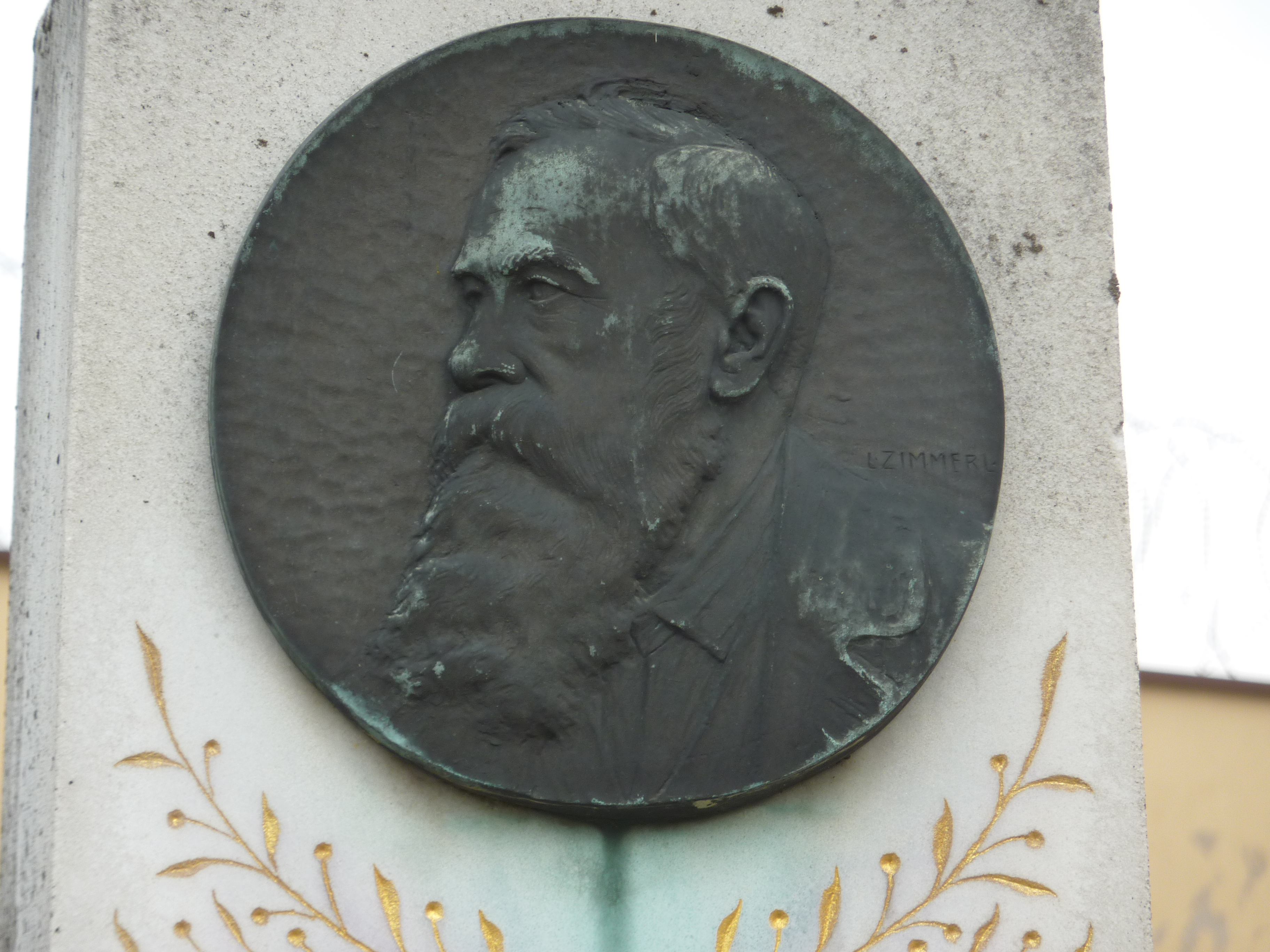
Relief Augustin Weigl (Grabstein am Friedhof Stein an der Donau)

Augustin Weigl (* 28. August 1845; † 5. Februar 1914) war ein österreichischer Fabrikant und Wegbereiter des Tourismus in der Wachau. Er gilt als der „Vater der Wachau“.

## Leben

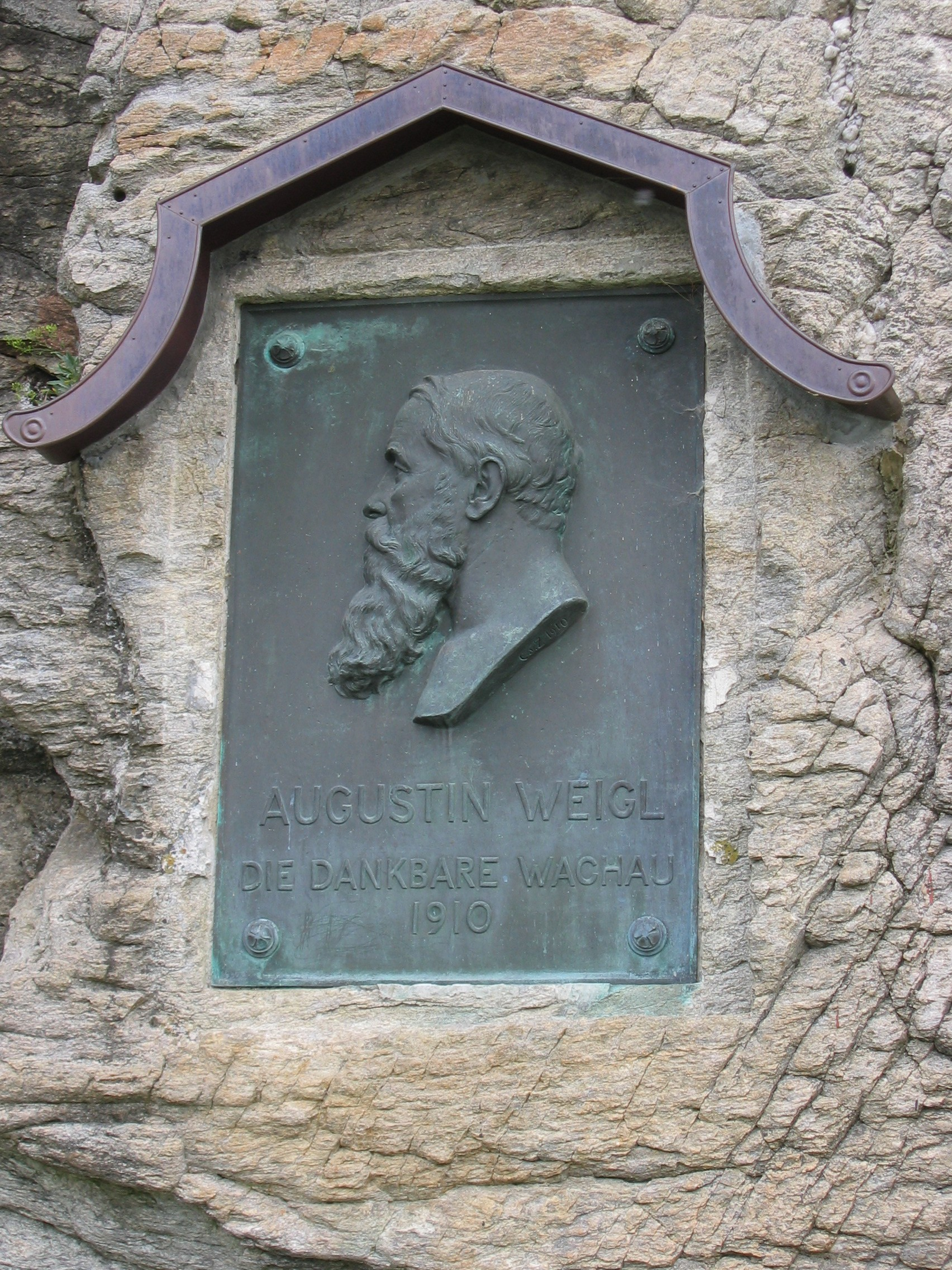
Das Weigl-Denkmal Dürnstein

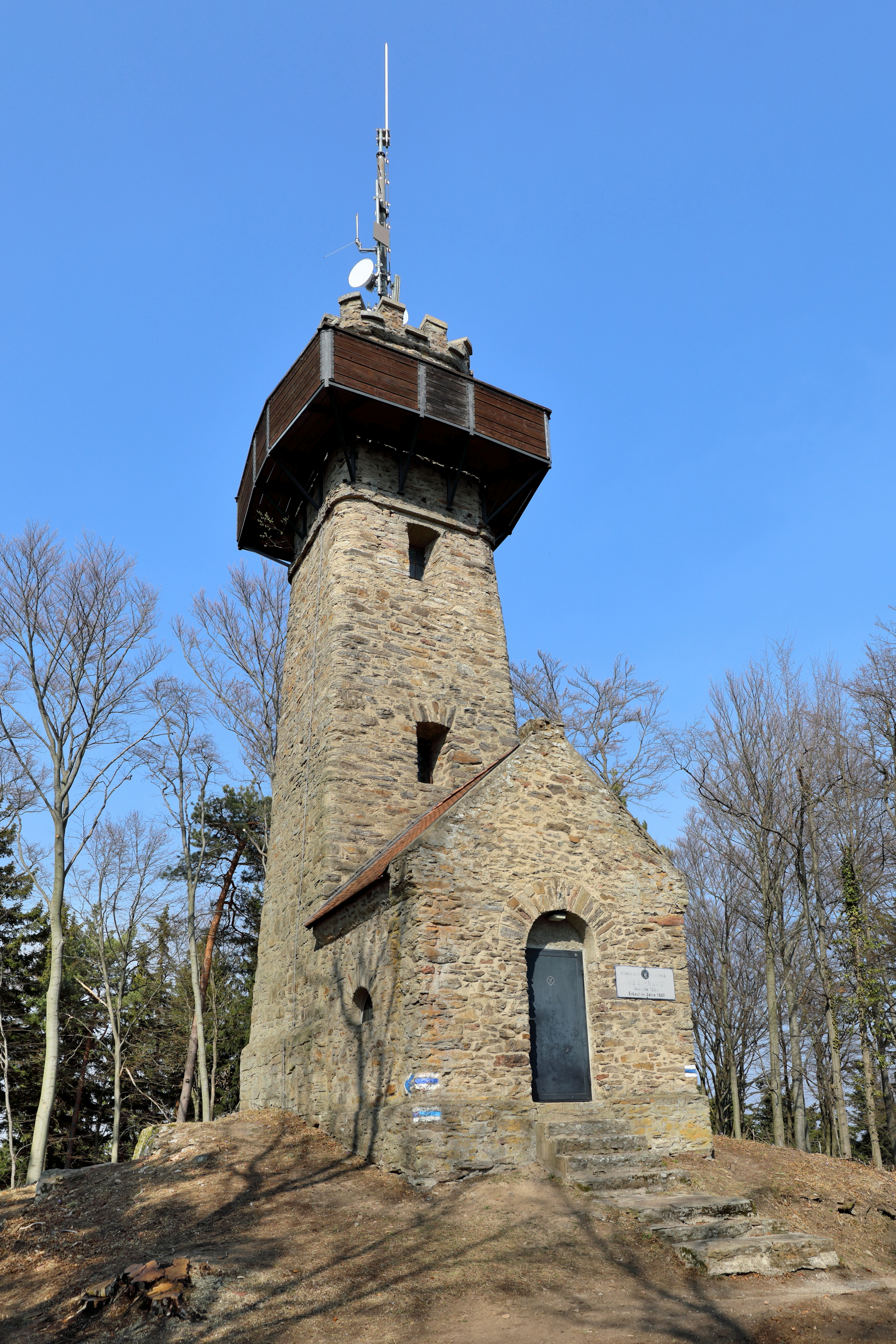
Weiglwarte auf dem Sandl

Der Wiener Bürgersohn bewirtschaftete ein Gut in Tragöß, bevor er in Stein an der Donau die Stelle des Fabriksdirektors bei Theyer & Hardtmuth erhielt. Mit seinem Umzug nach Stein wurde er Wegbereiter und Förderer des kommerziellen Tourismus in der Wachau. 1864 eröffnete er als Vizevorstand der Sektion Krems-Und-Stein des Österreichischen Touristenklubs die Donauwarte auf dem Braunsdorfer Berg. Gemeinsam mit Reichsratsabgeordneten Karl Jedek regte er die Ausflugsschifffahrt zwischen Krems an der Donau und Melk an – das erste Schiff fuhr im Jahr 1888.

## Anerkennungen
- Augustin-Weigl-Weg ⊙ in Stein an der Donau
- Augustin-Weigl-Promenade in Dürnstein
- Weiglwarte auf dem Sandl

## Publikationen
- mit Freytag-Berndt u. Artaria: Wachau. Landkarte im Maßstab 1:100.000 mit Kurzführer, Freytag-Berndt u. Artaria, Wien 1897.
- mit Rudolph Ritter von Enderes: Führer durch das Donautal von Melk bis Grein und Bad Kreuzen. Verlag F. Oesterreicher, Krems an der Donau 1904.
- mit Rudolph Ritter von Enderes: Führer durch das niederösterreichische Kremstal von Krems bis Albrechtsberg und Hartenstein. Verlag F. Oesterreicher, Krems an der Donau 1906.
- mit Rudolph Ritter von Enderes: Führer durch das untere Kamptal von Hadersdorf bis Stift Altenburg und Horn. Verlag F. Oesterreicher, Krems an der Donau 1907.
- mit Rudolph Ritter von Enderes, Alois Präxler, Josef Huber: Führer durch die Wachau und kurze Beschreibung der in derselben gelegenen grösseren Ortschaften. Verlag F. Oesterreicher, Krems an der Donau 1910, 6. vollständig überarbeitete Fassung 1923.